# Simonetta Zauli
Simonetta Zauli (24 settembre 1959 – Roma, 23 giugno 2017) è stata una conduttrice radiofonica e conduttrice televisiva italiana.
Lavorò a lungo per Radio Rai.

## Biografia
Esordì alla radio come inviata in esterni per l'emittente privata romana Radio Luna a fine anni settanta e, nel 1982, fu tra le voci della nascente RaiStereoUno.
Nel prosieguo del decennio fu conduttrice televisiva su Rai 3 all'Orecchiocchio (1985-86) e, successivamente, a Jeans (1986-87), in entrambe le occasioni in coppia con Fabio Fazio; ancora, nel 1986, presentò Il concertone con Massimiliano Verni. Quelle furono le ultime esperienze televisive, perché la Zauli tornò poi alla conduzione radiofonica nella struttura musicale pomeridiana di RaiStereoDue in Studio Due con Alfredo Morabito e successivamente da sola sempre di pomeriggio a RadioVerdeRai. Dopo la chiusura dei canali stereo lavorò dapprima a Rai Radio 2 e poi a Rai Radio 1 dove condusse Radio 1 musica, Village e gli spazi musicali di trasmissioni come Baobab, Sabato Sport oltre a vari programmi di informazione.
Morì a causa di un tumore nel giugno 2017.

## Vita privata
Era sposata col cantautore Mauro Lusini: la coppia ebbe un figlio, Tommaso.